# EQTN
Equatorina acrossoma associada ao esperma é uma proteína que em humanos é codificada pelo gene EQTN.

## Sequência de aminoácidos
O comprimento da cadeia polipeptídica é de 294 aminoácidos e o peso molecular é de 32.840 Da.
| C: Cisteína   | D: ácido aspártico | E: ácido glutâmico | F: fenilalanina | G: glicina   |
| H: Histidina  | I: isoleucina      | K: Lisina          | L: Leucina      | M: Metionina |
| N: Asparagina | Q: Proline         | R: Arginina        | S: Serina       | T: Treonina  |
| V: Valina     | W: Triptofano      | Y: Tirosina        |                 |              |
| ------------- | ------------------ | ------------------ | --------------- | ------------ |

| 10         |  | 20         |  | 30         |  | 40         |  | 50         |
| ---------- |  | ---------- |  | ---------- |  | ---------- |  | ---------- |
| MNFILFIFIP |  | GVFSLKSSTL |  | KPTIEALPNV |  | LPLNEDVNKQ |  | EEKNEDHTPN |
| YAPANEKNGN |  | YYKDIKQYVF |  | TTQNPNGTES |  | EISVRATTDL |  | NFALKNDKTV |
| NATTYEKSTI |  | EEETTTSEPS |  | HKNIQRSTPN |  | VPAFWTMLAK |  | AINGTAVVMD |
| DKDQLFHPIP |  | ESDVNATQGE |  | NQPDLEDLKI |  | KIMLGISLMT |  | LLLFVVLLAF |
| CSATLYKLRH |  | LSYKSCESQY |  | SVNPELATMS |  | YFHPSEGVSD |  | TSFSKSAESS |
| TFLGTTSSDM |  | RRSGTRTSES |  | KIMTDIISIG |  | SDNEMHENDE |  | SVTR       |